# Anthocercis
Anthocercis é um género botânico pertencente à família Solanaceae.